# Käthe Wohlfahrt

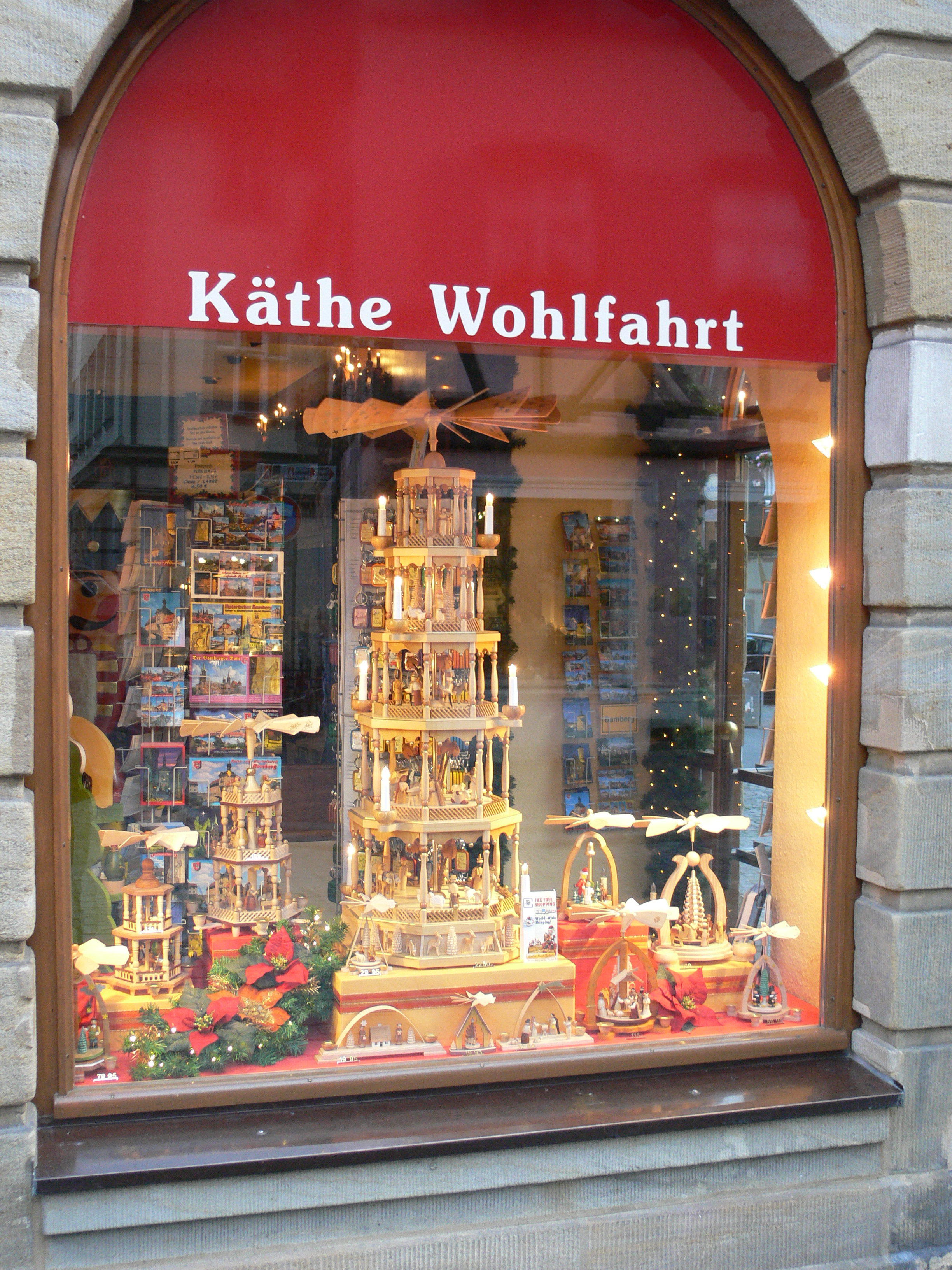
Käthe Wohlfahrt in Bamberg, Schaufenster mit Weihnachtsartikeln

Käthe Wohlfahrt ist ein Unternehmen mit Sitz in Rothenburg ob der Tauber, das mit Artikeln rund um Weihnachten handelt.

## Firmengründung
Die Unternehmensgeschichte begann mit einer Spieldose, die das Ehepaar Wilhelm (1928–2001) und Käthe Wohlfahrt (1933–2018) aus ihrer sächsischen Heimat mit nach Stuttgart gebracht hatten. Dieses weihnachtliche Utensil erregte das Interesse einer befreundeten amerikanischen Familie, die im Jahre 1963 im Hause der Familie Wohlfahrt zum Weihnachtsfest zu Besuch war. Daher beschloss Wilhelm Wohlfahrt, diesen eine ähnliche Spieldose zu schenken. Es gelang ihm, einen Händler aufzutreiben, der ihm allerdings nur einen Satz von 10 Spieldosen verkaufen wollte, da das Weihnachtsfest bereits vorüber war. Wohlfahrt kaufte diese und verschenkte ein Exemplar an das befreundete Paar. Auf Empfehlung des befreundeten Ehepaares versuchte er die übrigen Spieldosen in der amerikanischen Kaserne an weitere Offiziersfamilien zu verkaufen, wurde jedoch von der Militärpolizei wegen verbotener Haustürgeschäfte abgehalten. Die Polizisten wiesen Wohlfahrt auf einen Wohltätigkeitsbasar hin, auf dem er die restlichen Spieldosen verkaufte. Dies führte dazu, dass die Wohlfahrts begannen, sich mit diesen Produkten selbständig zu machen und ein stetig erweitertes Sortiment auf den Wochenmärkten anzubieten. Im Jahr 1964 gründeten sie schließlich in Herrenberg ihr eigenes Unternehmen. Für die neue Firma wählten sie den Namen von Käthe Wohlfahrt, da Wilhelm Wohlfahrt zu dieser Zeit noch bei einem Hersteller von Computern beschäftigt war.

## Umzug nach Rothenburg

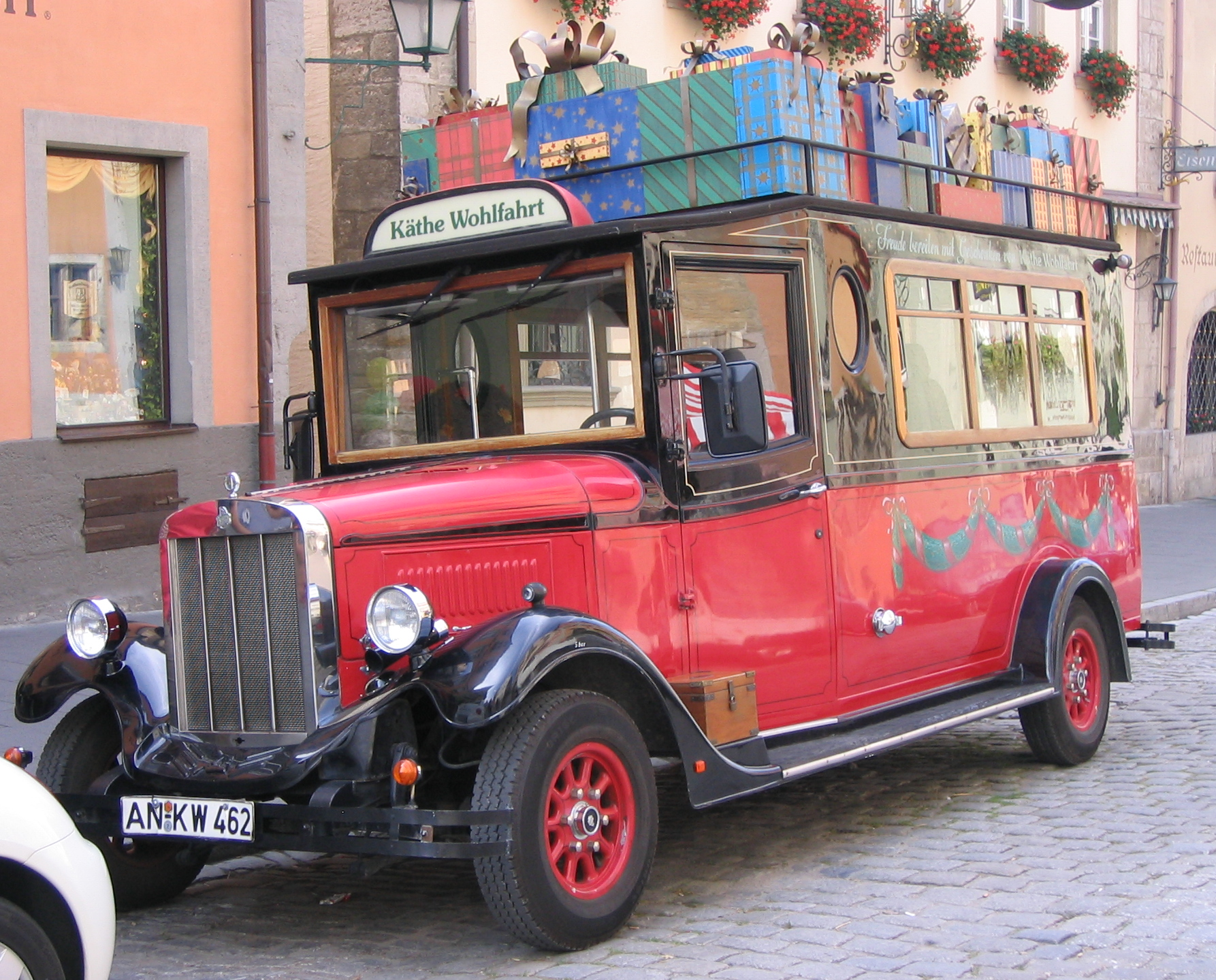
Firmenwagen vor dem „Weihnachtsmuseum“ in Rothenburg ob der Tauber

Im Jahr 1977 erfolgte der Umzug von Herrenberg nach Rothenburg ob der Tauber. Hier wurde das erste Fachgeschäft für Weihnachtsartikel, „Käthe Wohlfahrts Christkindlmarkt“, eröffnet. Zu dem Sortiment erzgebirgischer Weihnachtsspieldosen gehörte auch ein Nachfolgemodell der „Christi Geburt-Spieldose“, die die Wohlfahrts ihren Freunden geschenkt hatten. In den Folgejahren wurden weitere Weihnachtsgeschäfte eröffnet. Die Firma unterhält Filialen in Berlin, Nürnberg, Bamberg, Oberammergau, Miltenberg, Heidelberg und Rüdesheim am Rhein. Außerdem sind in Riquewihr in Frankreich, in Brügge in Belgien, in Barcelona in Spanien, in York in England sowie in Stillwater, Minnesota (USA), Geschäfte zu finden. Daneben werden Stände auf Weihnachtsmärkten betrieben.
Im Hauptgeschäft in Rothenburg ob der Tauber befinden sich ein Weihnachtsmuseum und eine Weihnachtsausstellung. Zum Sortiment gehört alles von Kerzen, Christbaumkugeln bis hin zu Räucherkerzen, Krippen und Nussknackern. Der Laden ist das ganze Jahr über geöffnet.
Im Jahr 1991 begann das Unternehmen, unter dem Namen „Rothenburger Weihnachtswerkstatt“, eigene Produktlinien aufzubauen. Am 29. September 2000 wurde das Deutsche Weihnachtsmuseum eröffnet, in dem die Geschichte der deutschen Weihnacht präsentiert wird.
Mit dem Tod von Wilhelm Wohlfahrt am 5. Mai 2001 übernahm Harald Wohlfahrt, der Sohn des Gründerpaares, die Geschäftsleitung. Im Jahr 2014 feierte das Unternehmen das 50-jährige Firmenjubiläum. Am 7. August 2018 verkündete das Unternehmen, dass die Firmengründerin Käthe Wohlfahrt verstorben sei.
Die Firma hat einen hohen Bekanntheitsgrad über den deutschsprachigen Raum hinaus. Gerade das Stammhaus in Rothenburg ist das Ziel vieler Touristen, auch aus Übersee. Daher werden Besuche bei Käthe Wohlfahrt als Teil von Deutschland- oder Europareisen angeboten.
Aufgrund eines Umsatzrückgangs von 75–80 % aufgrund verordneter Beschränkungen im Zuge der Corona-Pandemie (Absage der Weihnachtsmärkte, Schließung des stationären Handels, fast gänzlicher Wegfall des Geschäftes mit Touristen) musste das Unternehmen im Dezember 2020 ein Schutzschirmverfahren beantragen.